# Domingo Miotti

a Compétitions nationales et continentales officielles uniquement.

b Matchs officiels uniquement.
Dernière mise à jour le 31 mars 2025.
Domingo Miotti, né le 22 mai 1996 à Tucumán (Argentine), est un joueur de rugby à XV international argentin évoluant au poste de demi d'ouverture au Montpellier Hérault Rugby en Top 14.

## Carrière

### En club
Domingo Miotti commence sa carrière en 2016 avec le club amateur du Tucumán LT qui dispute le Tournoi de Noroeste et le Nacional de Clubes,.
En 2019, il rejoint la franchise des Jaguares qui évolue en Super Rugby,. Il est considéré comme le successeur de Nicolás Sánchez, parti au Stade français. Il fait ses débuts en Super Rugby le 6 avril 2019 contre les Bulls,. Malgré la concurrence de joueurs plus expérimentés comme Joaquín Díaz Bonilla et Santiago González Iglesias, il dispute neuf rencontres lors de sa première saison, et inscrit soixante-et-un points. Il remplaçant lors de la finale du championnat perdue face aux Crusaders.
Plus tard en 2019, il dispute également la Currie Cup First Division avec les Jaguares XV (réserve des Jaguares), et remporte la compétition. Miotti termine alors meilleur réalisateur du championnat, et figure parmi les meilleurs joueurs de la compétition.
Lors de la saison 2020 de Super Rugby, il n'a le temps de jouer que six matchs avant que la saison ne soit annulée en raison de la pandémie de Covid-19.
En 2020, les Jaguares sont exclus du Super Rugby, et Miotti rejoint la franchise australienne de la Western Force pour la saison 2021 de Super Rugby. Il dispute dix rencontres avec cette équipe lors de la saison, et inscrit 70 points.
Il s'engage ensuite avec la province écossaise des Glasgow Warriors en United Rugby Championship, où il a la lourde charge de devoir succéder à Adam Hastings. Il joue peu lors de sa première saison, n'étant aligné que six fois pour deux titularisations seulement. Durant la saison 2022-2023, son équipe atteint la finale du Challenge européen où elle affronte le RC Toulon. Pour cette rencontre, il est titulaire mais son équipe est cependant battue sur le score de 43 à 19,. Au terme de sa deuxième saison, malgré un temps de jeu toujours limité, il prolonge son contrat pour deux saisons supplémentaires.
En dépit de sa récente prolongation avec Glasgow, il est annoncé en août 2023 qu'il s'engage avec le club français d'Oyonnax Rugby, récemment promu en Top 14. À son arrivée, il s'impose comme l'ouvreur titulaire du club aindinois, et inscrit 170 points en 22 matchs,,. Il ne peut cependant empêcher l'USO de terminer sa saison à la dernière place, synonyme de relégation en Pro D2.
Il quitte Oyonnax au bout d'une unique saison, et s'engage pour deux saisons avec le Montpellier HR, évoluant dans le même championnat, où il doit compenser le départ de Louis Carbonel,.

### En équipe nationale
Domingo Miotti a joué avec l'équipe d'Argentine des moins de 20 ans, et dispute les championnats du monde junior en 2014, 2015 et 2016,.
Il joue ensuite avec l'équipe nationale réserve d'Argentine (Argentine XV), disputant l'Americas Rugby Championship, ainsi que le Americas Pacific Challenge, entre 2016 et 2019.
Il joue également avec l'équipe d'Argentine de rugby à sept en 2016, disputant deux tournois des World Rugby Sevens Series.
En mai 2020, il est présélectionné avec l'équipe d'Argentine pour préparer les prochaines échéances internationales. En octobre 2020, il est sélectionné pour participer au Tri-nations en Australie. Il obtient sa première cape internationale avec les Pumas le 5 décembre 2020 à l'occasion d'un match face à l'Australie à Parramatta,.

## Palmarès

### En club
- Finaliste du Super Rugby en 2019 avec les Jaguares.
- Vainqueur de la Currie Cup First Division en 2019 avec les Jaguares XV.
- Finaliste du Challenge européen en 2023 avec les Glasgow Warriors.

## Statistiques
Au 31 octobre 2024, Domingo Miotti compte 9 capes en équipe d'Argentine, dont une en tant que titulaire, depuis le 5 décembre 2020 contre l'Australie à Parramatta.
Il participe à deux éditions du Rugby Championship, en 2020 et 2021. Il dispute cinq rencontres dans cette compétition.